# Forêt domaniale de Boulogne (Loir-et-Cher)
Pour l’article homonyme, voir Forêt domaniale de Boulogne (Pas-de-Calais).
La forêt domaniale de Boulogne est un massif forestier qui s'étend au sud des villes de Blois et de Chambord, dans le Loir-et-Cher, en France métropolitaine. Avec une superficie de 4 075 ha, il s'agit de la plus grande forêt du pays blésois.

## Toponymie
Pouvant facilement être confondu avec la forêt de Boulogne-sur-Mer ou avec le bois de Boulogne proche de Paris, le nom « Boulogne » dériverait du latin sylva longa, qui signifie littéralement « forêt longue ».
Le nom de la forêt a inspiré de nombreux noms d'allées ou de rues dans les communes alentour, dont une rue de Boulogne à Blois, ou une route de Boulogne à Chambord.

## Caractéristiques

### Flore

#### Arbres
Les essences les plus communes de la forêt de Boulogne sont :
- le charme,
- le châtaignier,
- le chêne pédonculé,
- le chêne rouvre,
- le hêtre,
- le pin sylvestre,
- le saule marsault.

#### Champignons
Tout comme la forêt de Russy, la forêt de Boulogne constitue un espace privilégié pour la cueillette de champignons en automne.
De nombreuses espèces comestibles y ont été recensées, telles que :
- des cèpes,
- des coulemelles,
- des girolles,
- des oronges,
- des pieds bleus,
- des russules charbonnières et verdoyantes,
- des têtes-de-moines,
- des trompettes des morts.

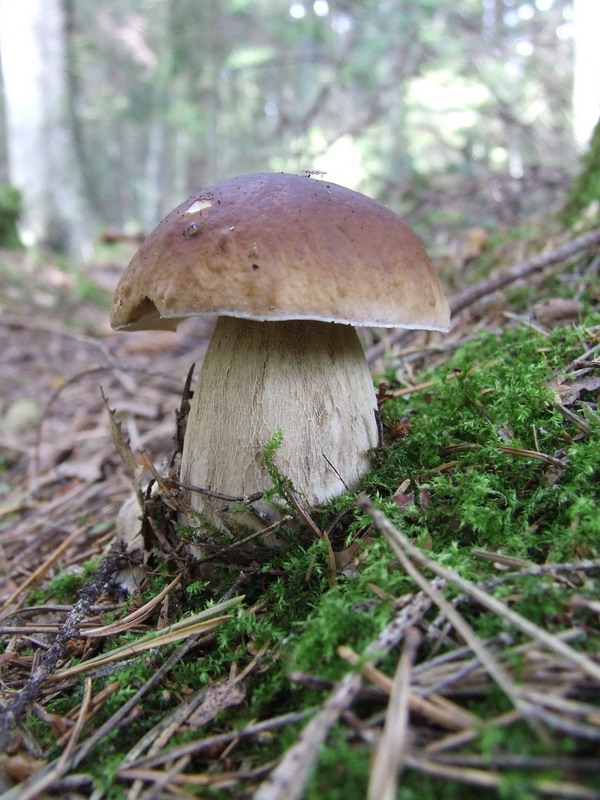
Cèpe de Bordeaux
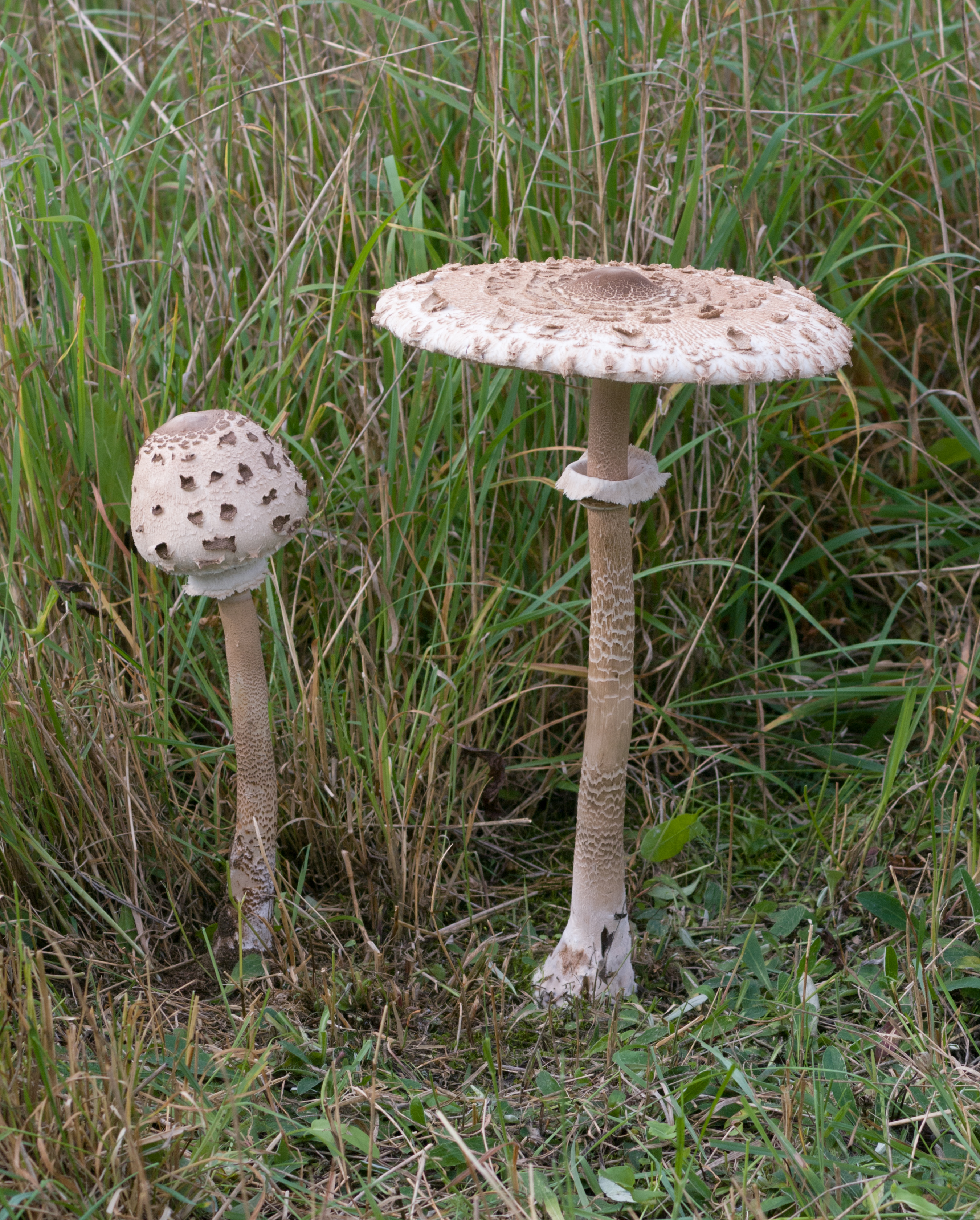
Coulemelles
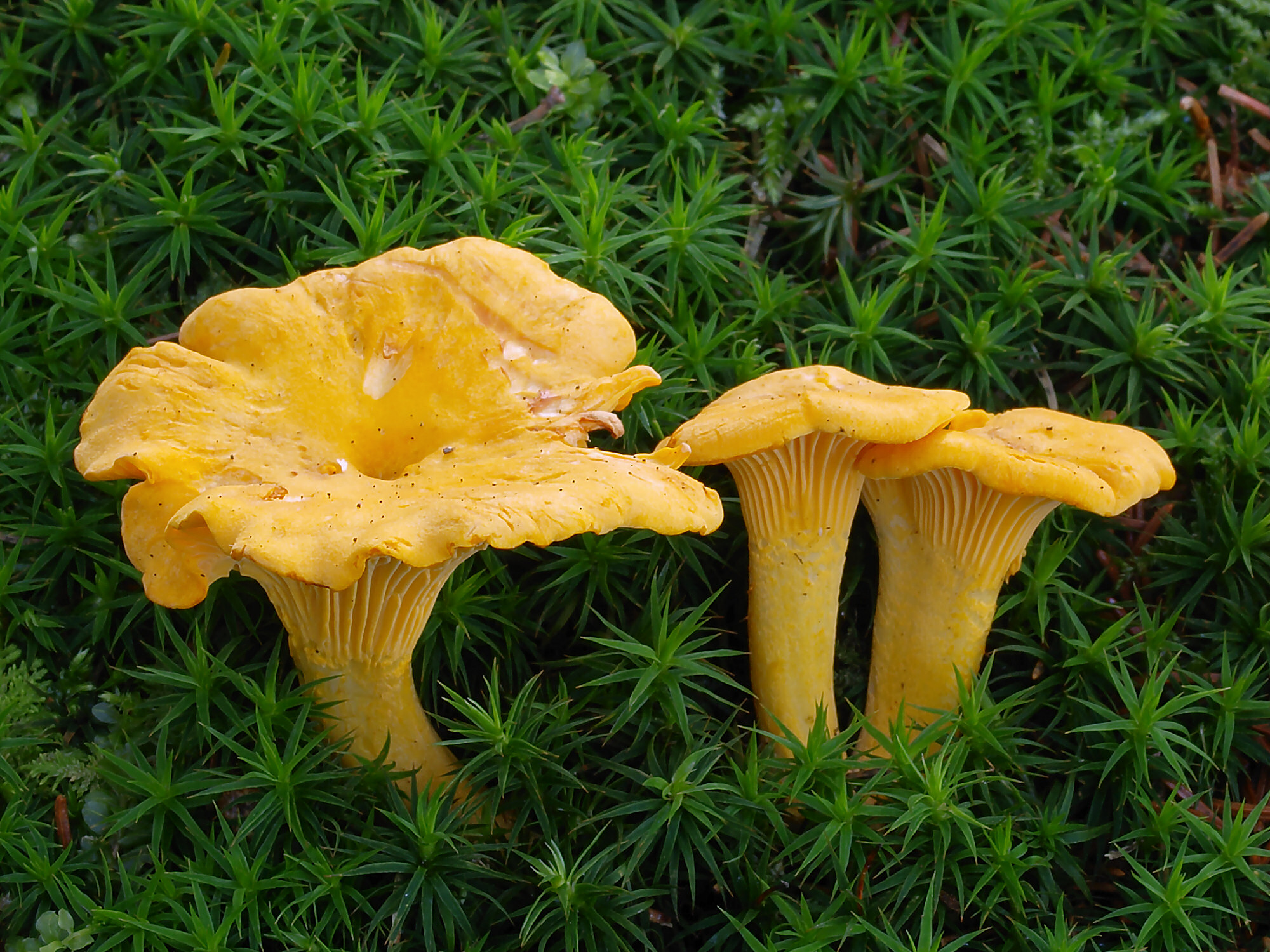
Girolles
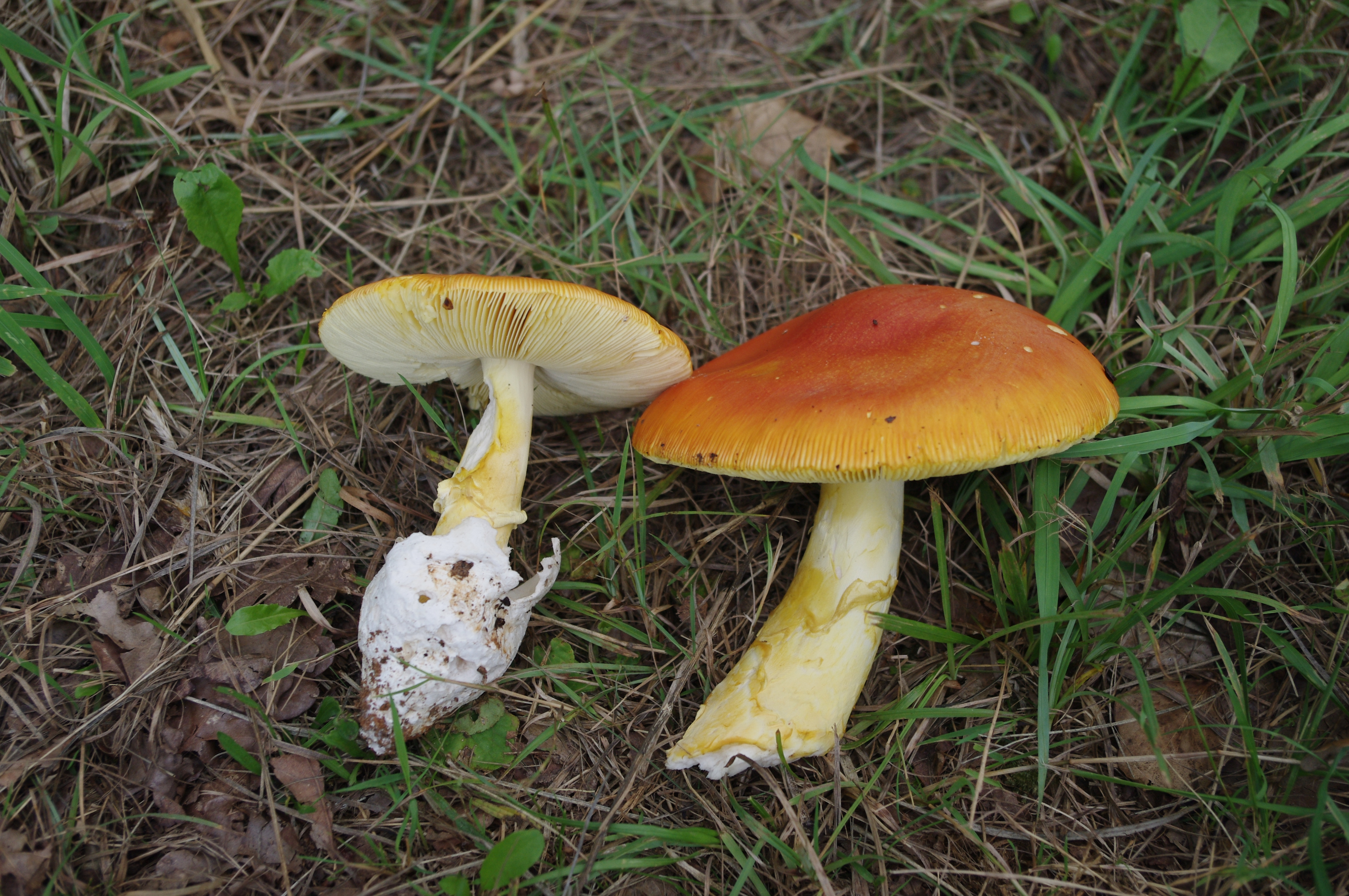
Oronges
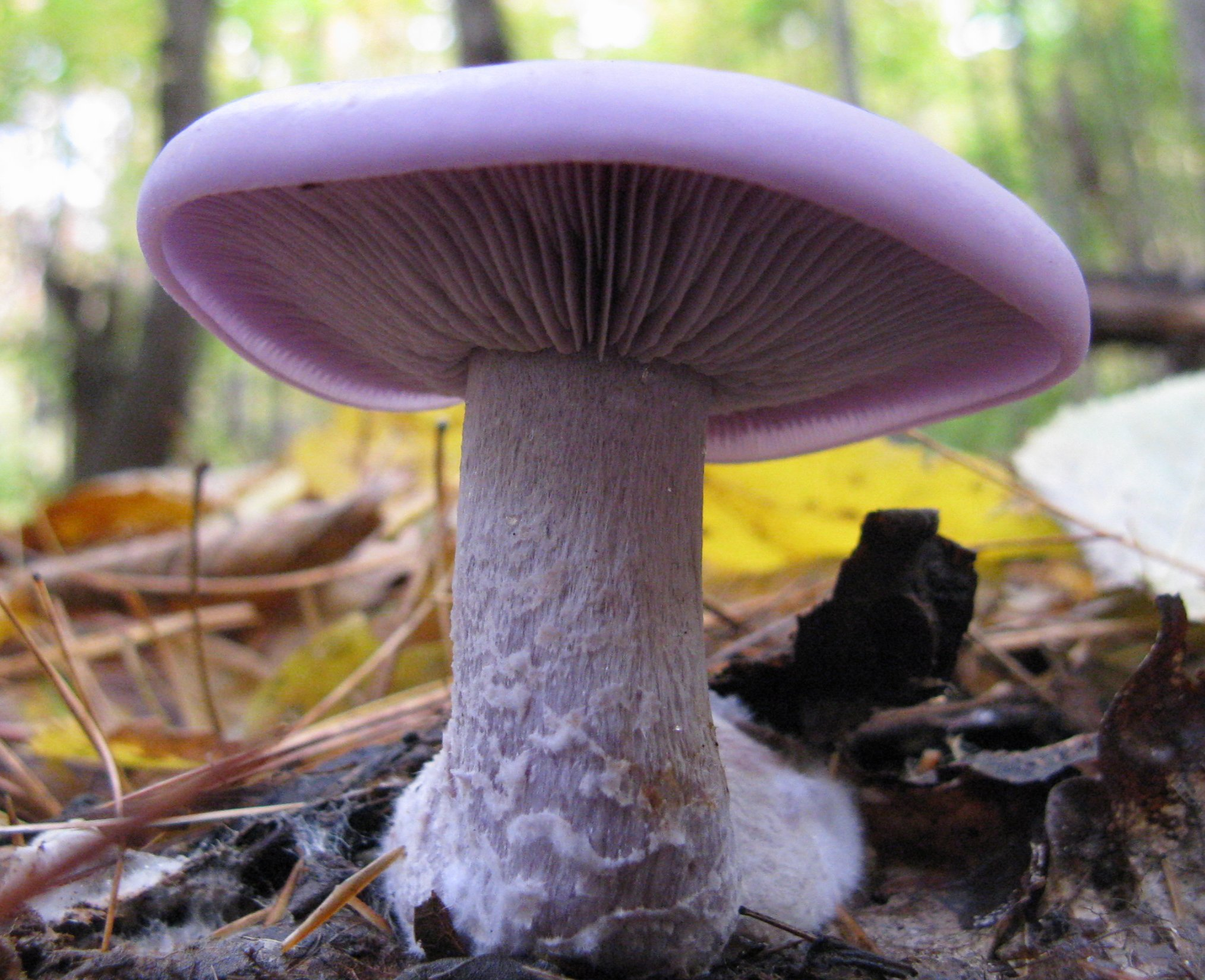
Pied bleu

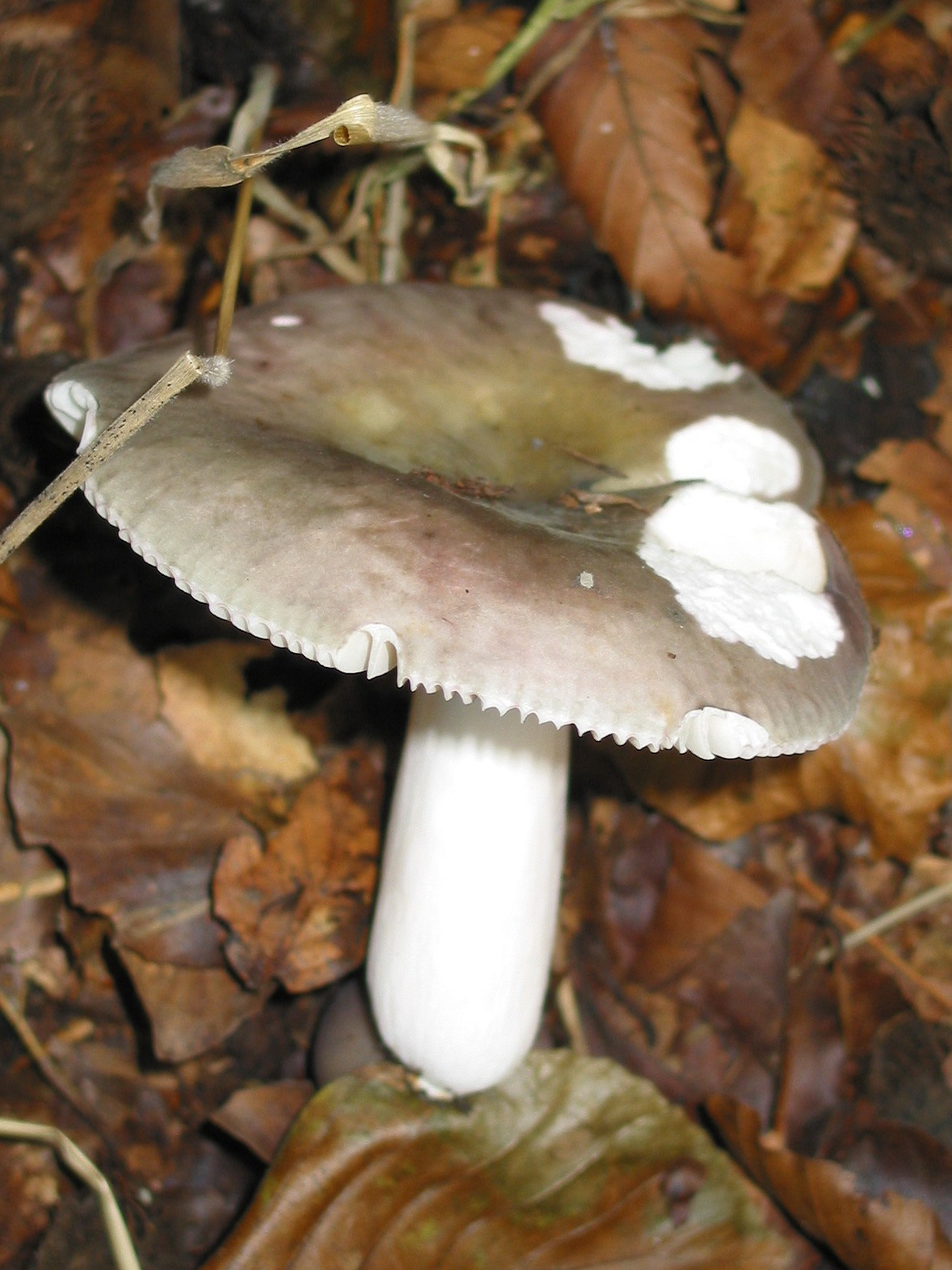
Russule charbonnière
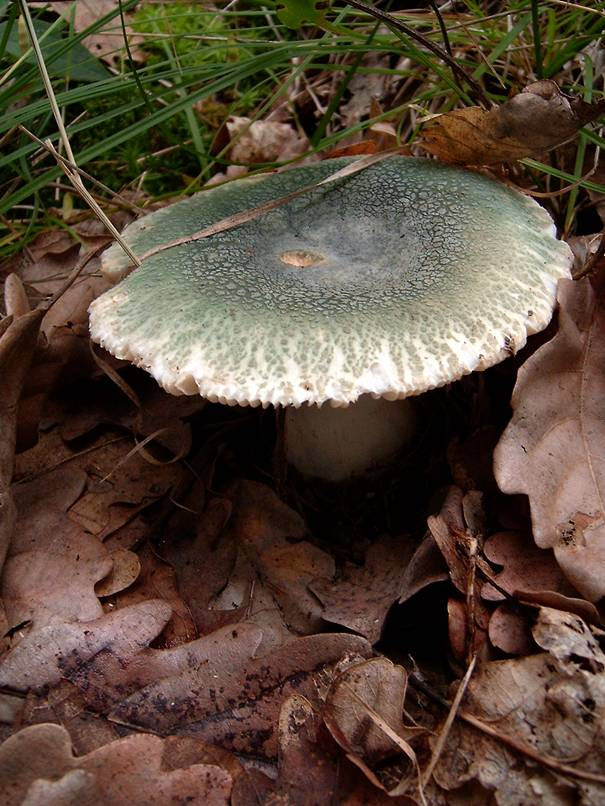
Russule verdoyante
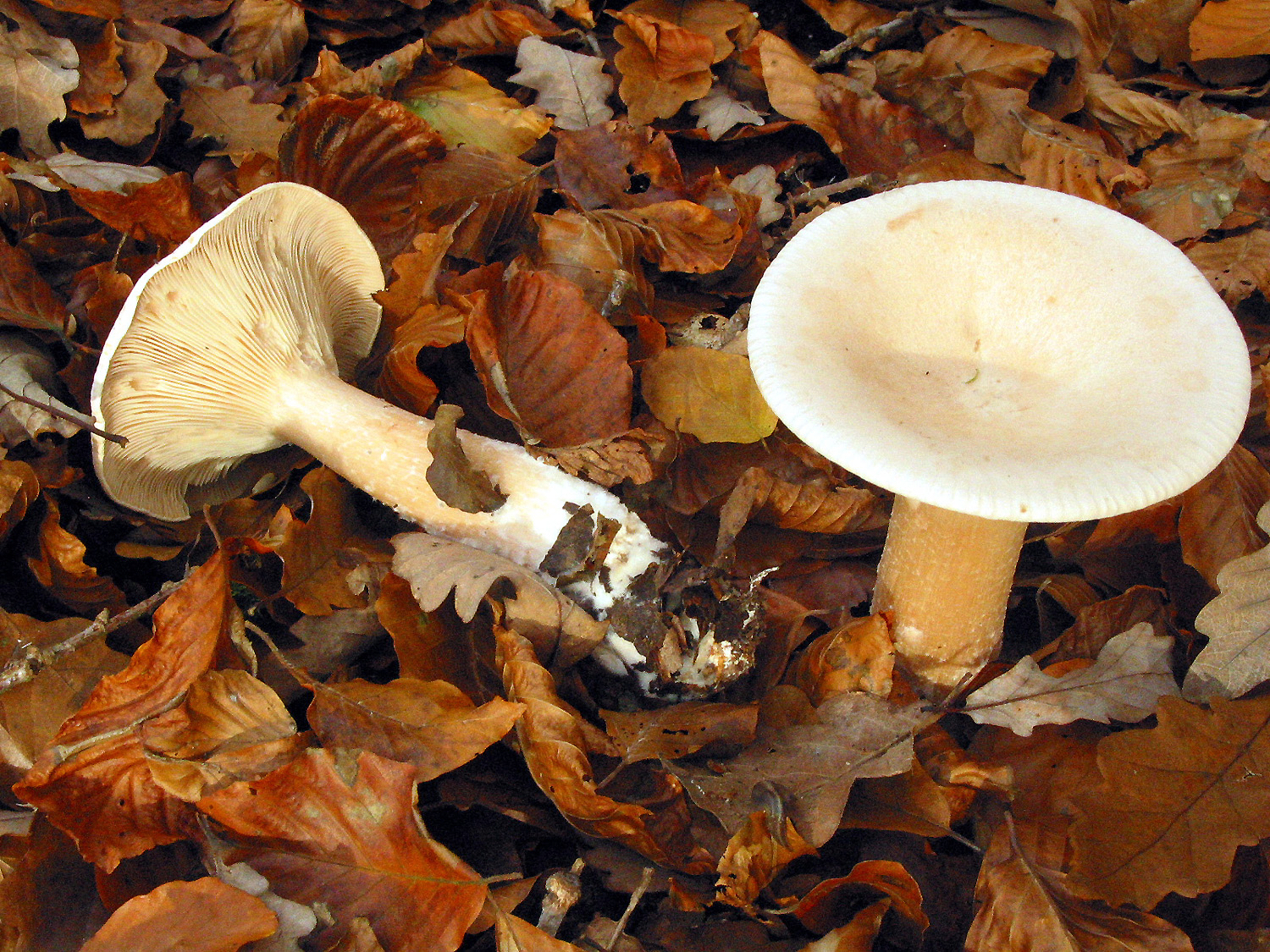
Têtes-de-moines
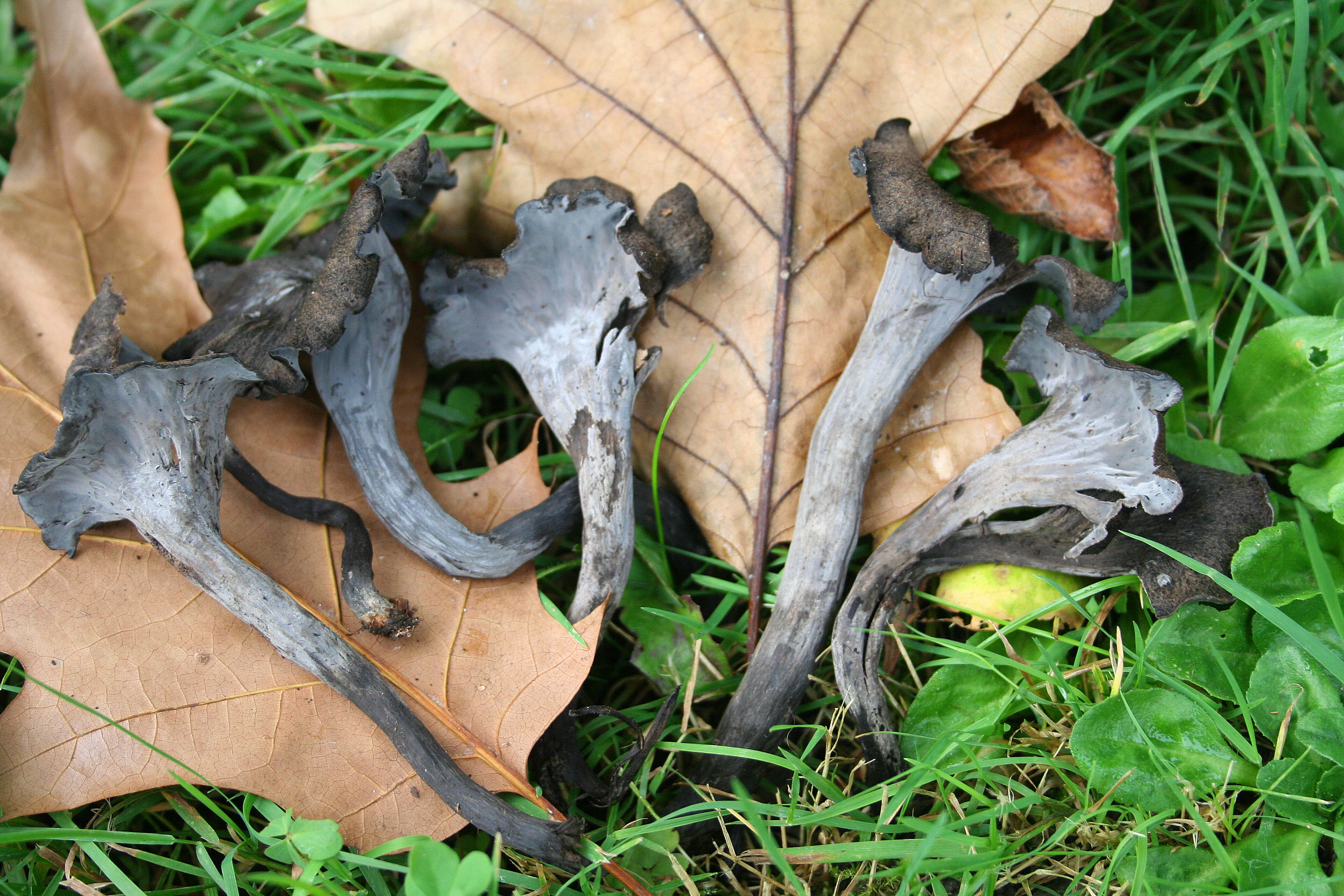
Trompettes des morts

En forêt de Boulogne, la cueillette de champignons est limitée à 5 L (équivalent à un panier classique), afin de préserver leur croissance pour l’année suivante et la biodiversité dans son ensemble.

### Faune

#### Période de chasse
Comme les autres forêts de la région, la chasse reste toujours pratiquée au sein de la forêt de Boulogne, en particulier en automne et en hiver (généralement entre septembre et mars).
Puisque l’accès à la forêt peut s’avérer dangereux lors de jours de chasse, celle-ci n’est pratiquée ni tous les jours, ni sur toute la forêt en même temps. En effet, la forêt est séparée en 3 lots :
- Lot no 1 (en vert ci-contre : entre Thoury et Neuvy), où la chasse n’est autorisée que le lundi ;
- Lot no 2 (en rouge : au sud de Chambord), où la chasse est autorisée le lundi et le vendredi uniquement ;
- Lot no 3 (en gris : entre Huisseau-sur-Cosson et Tour-en-Sologne), où la chasse est autorisée le lundi et le vendredi également.

Néanmoins, des parties de chasse à courre peuvent être organisées le samedi.
Par conséquent, la chasse n'est a priori pas tolérée le dimanche, ni en milieu de semaine (du mardi au jeudi) en forêt de Boulogne.
Lorsqu'une partie de la forêt se trouve en cours de chasse, les chasseurs sont tenus de le signaler à chaque entrée par un panneau indiquant « Chasse en cours ».
Ces informations étant susceptibles de changer d'une année à l'autre, il est recommandé de se tenir informé sur le site officiel de la Fédération départementale de chasse du Loir-et-Cher.

## Histoire
Historiquement, la forêt de Boulogne appartenait à un large ensemble forestier, comme le reste de la région. Cependant, il s'agit d'un espace qui a été domestiqué relativement tôt, dans le sens où les historiens ont retrouvé de nombreuses traces d'occupation ou d'aménagement au sein de l'actuelle forêt.
En 1163, le prieuré de Boulogne est fondé, mais ce n'est qu'en 1202 que le comte Louis de Blois leur accorde la pleine propriété de leur domaine, entre les actuelles Huisseau-sur-Cosson et Bracieux. En 1233, le comte de Blois acquiert le château de Montfrault.
En 1397, la maison de Blois cède le comté et donc ses droits de propriété sur la forêt au duc d'Orléans. Elle fut définitivement intégrée au domaine royal avec l'avènement d'Henri II, en 1547, puis elle sera offerte en apanage au même titre que le comté de Blois.
Depuis 1524, le mur d’enceinte du domaine de Chambord, construit selon la volonté du roi François 1er, constitue une frontière biologique entre la forêt de Boulogne et le parc de Chambord, dont la propriété fut cédée au comte de Chambord.
En 1770, les moines de l'ordre de Grandmont quittent le prieuré de Boulogne pour rejoindre Blois, menant à la vente du domaine à des propriétaires privés en tant que "domaine national" ; il s'agit d’ailleurs de l'unique perte de terrain en forêts du pays blésois après la révolution française, aujourd’hui devenu un gîte de chambre d'hôtes. En 1790, la forêt devient propriété de l'État en tant que forêt domaniale. Depuis, sa lisière n'a que peu évolué.       

## Aménagement
La forêt est aujourd’hui presque séparée en deux, et est aménagée en allées :
1. d'abord dans sa partie ouest :
  - L'allée de Boulogne, qui relie le bourg de Huisseau-sur-Cosson et Bracieux via l'ancien prieuré éponyme ;
  - L'allée de Benne, reliant le hameau du Chiteau, à l'ouest de Huisseau-sur-Cosson, à Bracieux, au sud de la précédente ;
  - L'allée du Parc,
  - L'allée de Vieux Parc,
2. puis, depuis sa partie est :
  - L'allée de la Biche
  - L'allée de Crouy
  - L'allée